# René Bouché
Pour les articles homonymes, voir Bouché.
Robert August Buchstein, connu sous son pseudonyme de René Bouché, est un illustrateur de mode et portraitiste français, né en 1905 à Prague et mort en juillet 1963. Au cours de sa longue carrière, il est majoritairement publié dans l'édition américaine de Vogue et il connait un succès important. Sa mort marque symboliquement la fin de la prédominance de l'illustration de mode dans les magazines, définitivement remplacée par la photographie.

## Biographie
Après avoir perdu sa mère à neuf ans, il étudie l'histoire de l'Art à Munich, puis vit à Berlin ; il prend le pseudonyme de Bouché en Allemagne. Il se marie, et s'installe en 1934 à Paris. René Bouché réalise quelques publicités, et est publié dans la revue Plaisirs de France.
Il intègre au milieu des années 1930 l'équipe des illustrateurs de Condé Nast basée à Paris, composée entre autres de Willaumez, et Eric qui sera sa première source d'inspiration. Il travaillera pour l'édition française avec Michel de Brunhoff, américaine, et anglaise durant toute sa carrière.
À la Seconde Guerre mondiale, il rejoint l'armée française, est fait prisonnier, s'évade, et se rend à Lisbonne puis New York dès 1941 où il s'engage de nouveau pour être finalement démobilisé ; c'est là, « embauché » par Vogue sans jamais avoir signé de contrat, que sa carrière débute réellement, avec ses illustrations en noir et blanc. Après la Guerre, son style, défini comme « rapide et romantique », sera définitivement affirmé. Parallèlement à Vogue, il conserve également une clientèle privée de grandes entreprises américaines.
Durant cette période, c'est un dessinateur prolifique en illustrations de voyages : Espagne, Portugal, Allemagne, Japon, Irlande, il brosse le portrait mondain de l'aristocratie, et devient portraitiste. Il divorce en 1954, et se remariera juste avant sa mort. Vers la fin des années 1950, même si une nouvelle génération d'illustrateurs est apparue, Bouché reste le maître de l'illustration de mode et de reportages au sein de Vogue, mais également du portrait. Vers ce qui va être la fin de sa carrière, il peint des huiles sur toiles de célébrités, crée des décors et costumes pour le théâtre, et répond à plusieurs commandes privées. Assidu, fidèle, il y restera chez Condé Nast jusqu'à sa mort, brutale, en juillet 1963.
Durant le milieu du XXe siècle, René Bouché fait partie des « illustrateurs vedettes » de Vogue, au même titre que Christian Bérard, Pierre Mourgue, Benito, Carl Erickson, René Bouët-Willaumez, ou encore Bernard Blossac. À sa mort, l'illustration de mode disparait presque complètement de la publicité et des magazines,, seuls restent notablement les dessinateurs Gruau et Antonio sur le devant de la scène.